# 23383 Schedios
23383 Schedios (5146 T-2) là một thiên thể Troia của Sao Mộc.